# Maurilândia do Tocantins
Maurilândia do Tocantins est une municipalité brésilienne située dans l'État du Tocantins.